# Achim Sidorov
Achim Sidorov (Crișan, 24 de agosto de 1936) es un deportista rumano que compitió en piragüismo en la modalidad de aguas tranquilas.
Ganó dos medallas en el Campeonato Mundial de Piragüismo, en los años 1958 y 1963, y cinco medallas en el Campeonato Europeo de Piragüismo entre los años 1959 y 1965. Participó en los Juegos Olímpicos de Tokio 1964, donde finalizó quinto en la prueba de C2 1000 m.

## Palmarés internacional
| Campeonato Mundial | Campeonato Mundial     | Campeonato Mundial | Campeonato Mundial |
| Año                | Lugar                  | Medalla            | Competición        |
| ------------------ | ---------------------- | ------------------ | ------------------ |
| 1958               | Praga (Checoslovaquia) | Medalla de plata   | C2 10 000 m        |
| 1963               | Jajce (Yugoslavia)     | Medalla de oro     | C2 1000 m          |
| Campeonato Europeo |                        |                    |                    |
| Año                | Lugar                  | Medalla            | Competición        |
| 1959               | Duisburgo (RFA)        | Medalla de plata   | C2 1000 m          |
| 1959               | Duisburgo (RFA)        | Medalla de bronce  | C2 10 000 m        |
| 1961               | Poznań (Polonia)       | Medalla de oro     | C2 1000 m          |
| 1963               | Jajce (Yugoslavia)     | Medalla de oro     | C2 1000 m          |
| 1965               | Bucarest (Rumania)     | Medalla de plata   | C2 10 000 m        |